# مضاد الحموضة

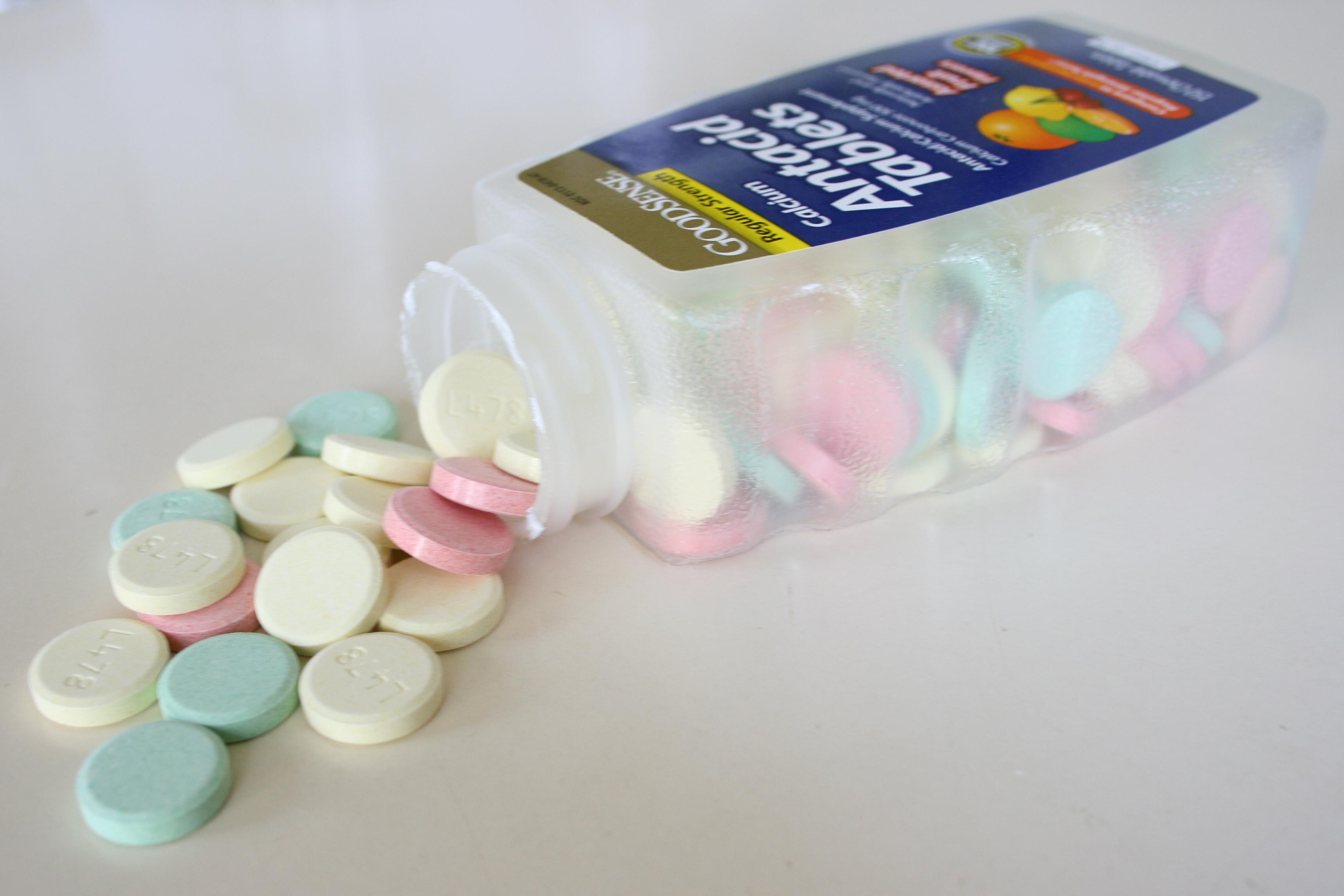

مضادات الحموضة من القواعد الضعيفة التي لها القابلية على التفاعل مع الحامض الموجود في المعدة لتكوين الماء والملح وبذلك تقلل من حموضة المعدة بسبب أن إنزيم الببسين يكون غير نشط عندما يكون ph أعلى من 4.
إن مضادات الحموضة تقوم بمعادلة حمض المعدة، حيث إن زيادة الحامض تؤدي إلى إرسال إشارت إلى الجهاز المركزي العصبي فيحدث الإحساس بالألم، وهذه العملية تحدث عندما تكون هذه الأعصاب مكشوفة وغير مغطاة.

## المضادات الطبيعية للحموضة
زيت الزيتون لا يغير الحموضة، كما يمكن تحضير مركَّب من نقيع التمر هندى في الحليب بنسبة 1 - 4 يسمى «مصل التمر الهندى»، وهو يفيد في إزالة الحموضة الزائدة في الجسم، ينصح بأكل من 5 إلى 10 حبات من اللوز في اليوم ، للتخلص من الحرقة أو حموضة المعدة، حيث يشكل زيت اللوز غشاء رقيقًا يحمى جدار المعدة، كما تشكل البروتينات التي يحتوى عليها اللوز غشاء طبيعيًا يغطى المعدة من إفراز الحمض بكمية كبيرة ويسرِّع عملية الهضم، كما تمكن العلماء من إثبات أهمية اللوز في معالجة أوجاع المعدة مدعمين ذلك بدراسات معمقة، إضافة كمية من الكركم للطعام، فالكركم يزيد من إفراز العصارات الهاضمة ، وينشط تفريغ المعدة لمحتوياتها، مما يقلل من فرص الإرتجاع والحموضة. وإذا لم يحدث تأثر ملحوظ، فيتم تناول كوب من اللبن الممزوج بمقدار ملعقة من الكركم مع كل وجبة طعام.. أو تناول كبسولات الكركم بمعدل كبسولة كل وجبة طعام,

## دواعي الاستعمال
تؤخذ عن طريق الفم لتخفيف أو إزالة الإحساس بحرقة المعدة وهو العرض الرئيسي لـ ارتجاع معدي مريئي وعسر الهضم (acid indigestion) ، إن العلاج بمضادت الحموضة فقط يوصف للأعراض الخفيفة وغير الخطيرة أما عند إستعمالها لعلاج القرحة الهضمية قرحة هضمية فيجب وصفها مع مضاد مستقبلات الهستامين 2، مثبط مضخة البروتون
وأيضا زيادة إفراز الحمض المعدي يؤدي إلى ما يسمي زولينجر سايندروم أو 'ورم معدي'
مضادات الحموضة نوعان:
- نوع يتفاعل مع الحمض في المعدة ويشكل ملح مترسب. وهذا النوع عبارة عن مادة قلوية مثال: هيدروكسيد الألمنيوم، كربونات المغنسيوم، ثلاثي سيليكات المغنسيم، وهذا النوع يتوفر في الكثير من الأشكال الصيدلانية منها الأقراص ، الأقراص القابلة للمضغ ، المعلقات.effervescence

وعملها في الأساس هو تفاعل بين الحمض والقلوى لإنتاج ملح مما يقلل من الإحساس بالحموضة
- ادوية تمنع إفراز الحمض مثل:
  - مضادات الهيستامين. ومن أشهر الأمثلة عليها السيميتيدين (تاجامت) ، الفاموتيدين، النيزاتيدين.
  - مضادات مضخة البروتون

(بالإنجليزية: proton pump inhibitors)‏ وتعتبر. prodrug أي لا تعمل إلا بوجود الحمض المعدي مثل: الأوميبرازول، اللنزوبرازول، البانتوبرازول، الرابيبرازول.
- - بروستاجلاندين أنالوج: وهي أدوية تمنع انتشار القرحة في المناطق السليمة ومنها: الميزوبريستول والسكراليفات

## كيميائيًا
تختلف منتجات مضادات الحموضة على نطاق واسع من حيث التركيب الكيميائي إعتمادا على قدرتها على معادلة حامض الهيدروكلوريك في المعدة وكذلك على كمية الطعام الموجود في المعدة و من أكثر مضادات الحموضة شيوعآ الألومنيوم هيدروكسايد وكاربونات الكالسيوم.

## هيدروكسيد الألمنيوم
يعتبر من مضادات الحموضة الأكثر شيوعآ لمعالجه إرتفاع نسبة حامض الهيدروكلوريك في المعدة.

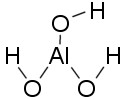

## الاستخدامات الطبية
يستخدم الألومنيوم هيدروكسايد في معالجة القرحة المعدية وكذلك يساعد في شفاء قرحة الاثنا عشري.

## الآثار الجانبية
قد تتسبب المنتجات التي تحتوي على المغنيسيوم في الإسهال، وقد تُسبب العلامات التجارية التي تحتوي على الكالسيوم أو الألومنيوم في حدوث الإمساك ونادرًا ما يسبب الاستخدام طويل المدى حصى الكلي. الاستخدام على المدى الطويل للمنتج مع الألومنيوم قد يزيد من خطر الإصابة بهشاشة العظام.